# Лободно (Сілезьке воєводство)
Лободно (пол. Łobodno) — село в Польщі, у гміні Клобуцьк Клобуцького повіту Сілезького воєводства.
Населення — 1834 особи (2011).
У 1975-1998 роках село належало до Ченстоховського воєводства.

## Демографія
Демографічна структура станом на 31 березня 2011 року:
|          | Загалом | Допрацездатний вік | Працездатний вік | Постпрацездатний вік |
| -------- | ------- | ------------------ | ---------------- | -------------------- |
| Чоловіки | 914     | 179                | 645              | 90                   |
| Жінки    | 920     | 181                | 546              | 193                  |
| Разом    | 1834    | 360                | 1191             | 283                  |